# Otōto no Otto
Otōto no Otto (弟の夫 lit. El marido de mi hermano?) es una serie de manga escrita e ilustrada por Gengorō Tagame. Comenzó su serialización en la revista Gekkan Action de 2014 hasta 2017, con un total de 4 volúmenes publicados. Fue adaptada a una serie de imagen real por la cadena NHK en 2018. La serie de manga ganó el Premio Eisner en 2018, el Premio a la excelencia del Festival de arte de Japón en 2015 y el Premio a la excelencia de la Nihon Mangaka Kyōkai Shō en 2018. La historia tiene como base temas sobre homofobia, diferencias culturales y la familia.

## Argumento
Yaichi es un padre soltero que se encarga de cuidar a su hija, viven juntos en las afueras de Tokio. En una ocasión son visitados por Mike Flanagan, esposo de Ryōji, hermano gemelo de Yaichi. Mike viajó desde Canadá para conocer más sobre el pasado de su difunto marido. Mientras la hija Kana encuentra a Mike divertido, el padre se muestra indeciso si aceptar al joven como parte de la familia. A pesar de no demostrar de forma abierta su homofobia, Yaichi es cuestionado por Mike sobre su motivos, por lo que el canadiense sugiere que su actitud puede ser causa del distanciamento entre los dos hermanos. Con el paso de los días, Yaichi revalúa sus prejuicios sobre la sexualidad y crece la tolerancia entre ambos gracias a pasar tiempo como familia, llegando a la aceptación y supera su homofobia. Antes de su partida, Mike le dice a Yaichi que Ryōji se sentía culpable de que tenían una pobre relación entre hermanos.

## Personajes
Yaichi Origuchi (折口 弥一 Origuchi Yaichi?)

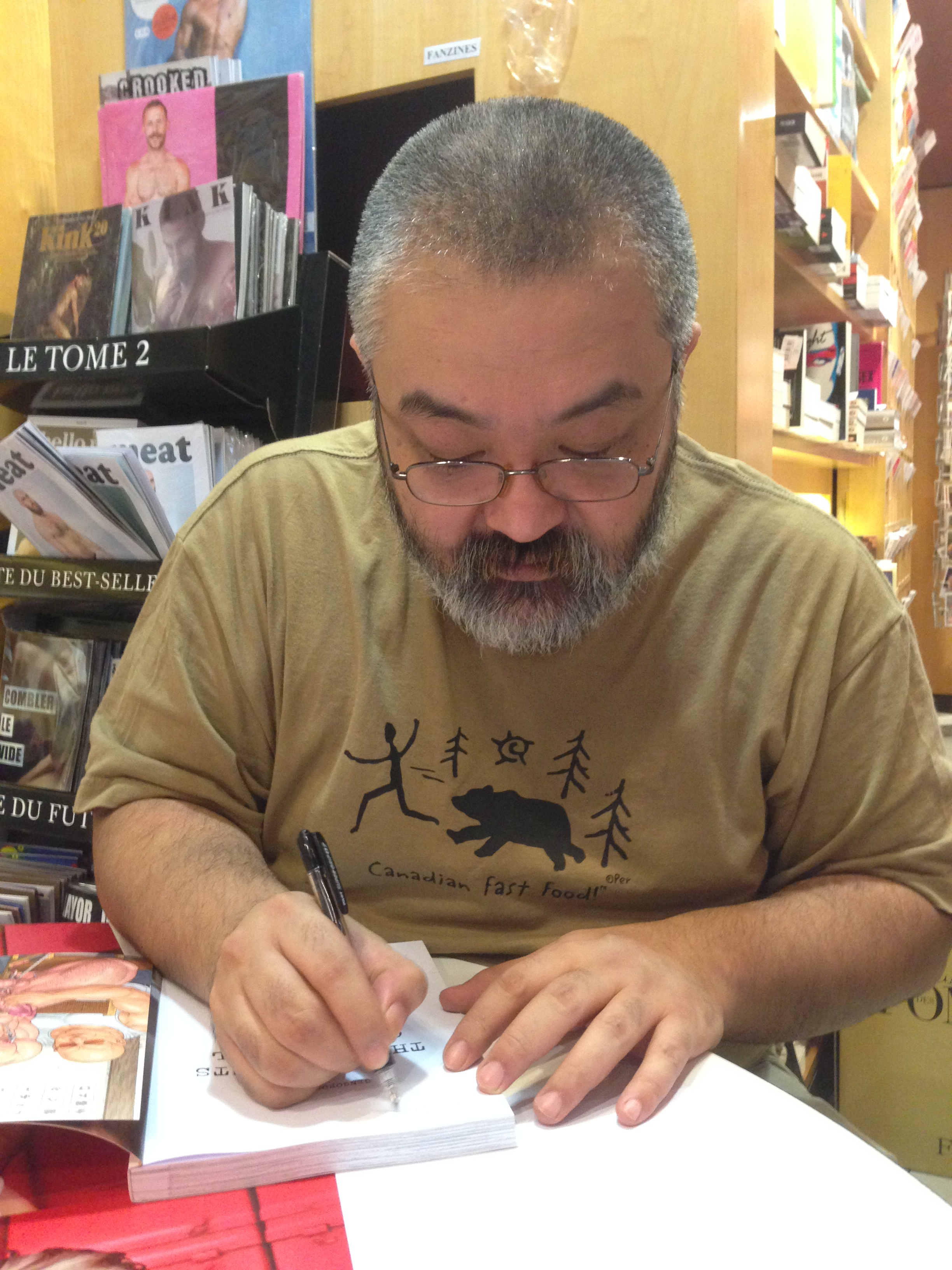
Fotografía del mangaka Gengorō Tagame en la librería "Les Mots à la Bouche", en Paris

Es un hombre soltero que vive con su hija en un edificio de departamentos en las afueras de Tokio. Además de ser el casero, se encarga de todas las tareas del hogar. Tras la muerte de su hermano gemelo Ryōji, con quien llevaba una mala relación, es visitado por Mike, quien fuera esposo del fallecido. Al principio le incomoda la visita de Mike, y con el tiempo se da cuenta de que su homofobia ocasionó el distanciamiento con su hermano.
Mike Flanagan (マイク・フラナガン Maiku Furanagan?)
Es un fornido hombre canadiense, viudo de Ryōji. Visita Japón para conocer un poco más del pasado de su pareja. Es un hombre gentil y amable, a pesar de su apariencia agresiva, además se autoproclama japonófilo y muestra con orgullo su orientación sexual usando playeras con iconografía relacionada al colectivo LGBT.
Kana Origuchi (折口 夏菜 Origuchi Kana?)
Es la hija de Yaichi. Desconocía la existencia de Mike hasta su llegada a Japón. Es una chica alegre que de inmediato se lleva bien con las personas y acepta a Mike. De vez en cuando extraña a su madre, pero oculta sus emociones.
Natsuki (夏樹?)
Es la exesposa de Yaichi y madre de Kana. A pesar de estar solteros, Yaichi y ella llevan una buena amistad, incluso apoya a Mike explicandole la homofobia que impera en Japón. 
Ryōji Origuchi (折口 涼二 Origuchi Ryōji?)
El hermano gemelo de Yaichi y esposo de Mike. Ryōji salió del clóset cuando era adolescente pero la homofobia de su hermano hizo que su relación se quebrara, por lo que se mudó a Canadá. Pero tras un accidente no aclarado en la historia, fallece y no cumple su promesa de regresar a Japón con su esposo para arreglar su distanciamiento.
Yuki Shinohara (篠原 結姫 Shinohara Yuki?)
Es una compañero de clase de Kana. De inmediato acepta a Mike tras conocer sobre su orientación sexual, pero su madre al principio le prohibió relacionarse con él, al considerarlo una mala influencia.
Tomoya Ogawa (小川 知哉 Ogawa Tomoya?)
Un compañero de clase de Kana.
Kazuya Ogawa (小川 一哉∄ Ogawa Kazuya?)
Es el hermano mayor de Tomoya, se hace amigo de Mike al confersarle que también es homosexual.
Katō (加藤?)
Uno de los amigos de la escuela preparatoria de Ryōji. Le confiesa a Mike que es gay y que tenía un amor platónico por Ryōji, pero no tiene intención de contarle a nadie sobre su orientación sexual.
Profesor Yokoyama (横山先生 Yokoyama-sensei?)
Es el profesor encargado de la clase de Kana.

## Media

### Manga

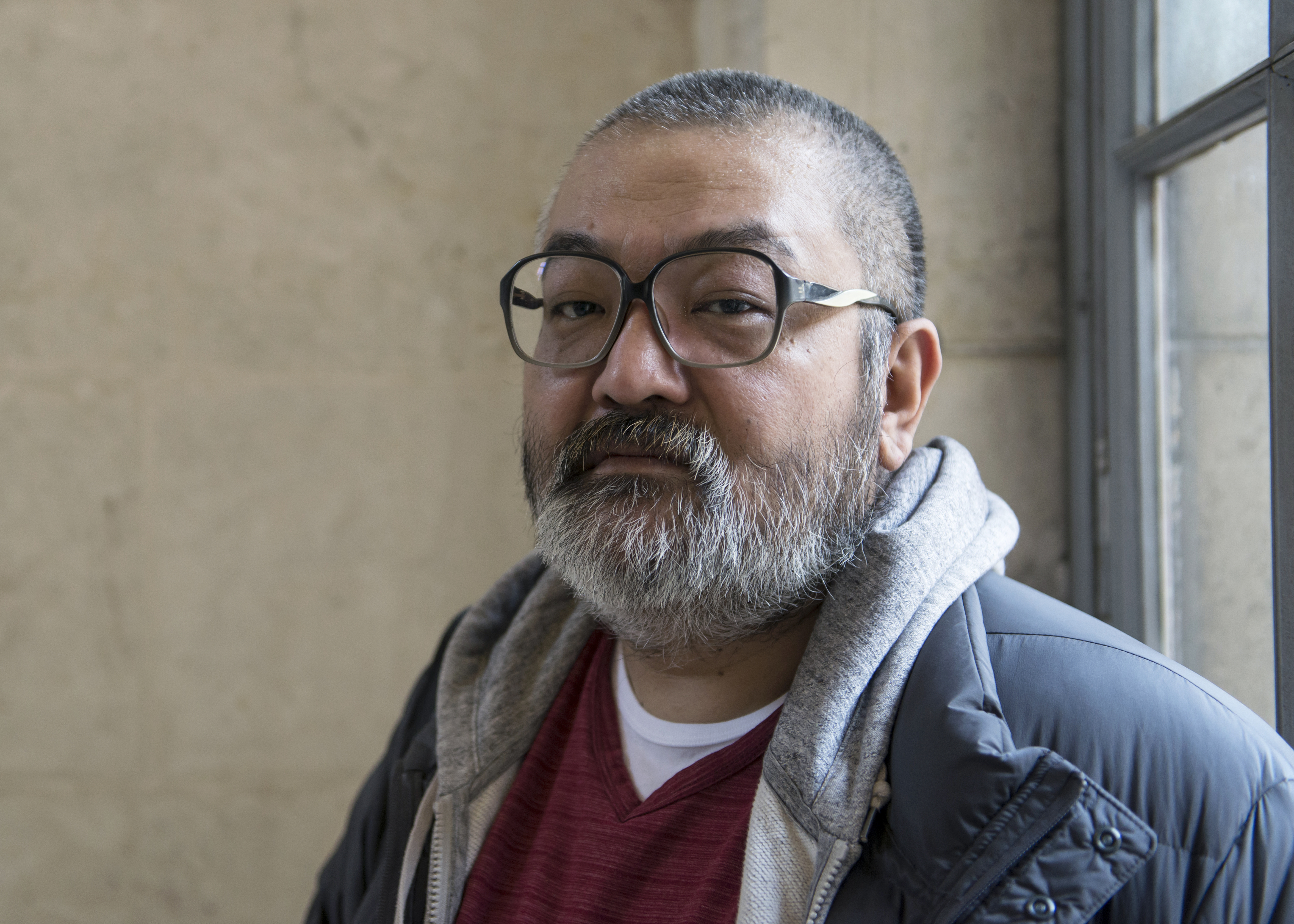
Gengorō Tagame, autor del manga.

La serie de manga comenzó a serializarse en la revista Gekkan Action de la editorial Futabasha, su primera publicación salió en noviembre de 2014 y finalizó en mayo de 2017, se publicaron en total cuatro volúmenes en formato tankōbon.
Fue traducida y publicada en inglés por la editorial Pantheon Books, también fue traducida al francés por la editorial Delcourt y al italiano, portugués y español por Panini Cómics. La versión publicada en España fue comprimida en dos volúmenes en 2019.

#### Lista de volúmenes
| N.º | Título      | Fecha de lanzamiento  | ISBN original       |
| --- | ----------- | --------------------- | ------------------- |
| 1   | «Volumen 1» | 5 de mayo de 2015     | ISBN 978-4575846256 |
| 2   | «Volumen 2» | 12 de enero de 2016   | ISBN 978-4575847413 |
| 3   | «Volumen 3» | 12 de octubre de 2016 | ISBN 978-4575848632 |
| 4   | «Volumen 4» | 12 de julio de 2017   | ISBN 978-4575850055 |

### Imagen real
La adaptación del manga a una serie en imagen real fue anunciada en diciembre de 2017, y salió al aire en marzo de 2018. Fue dirigida por Teruyuki Yoshida y Yukihiro Toda, con Ryuta Sato y Baruto Kaito como Yaichi y Mike respectivamente, se emitieron tres episodios en la cadena NHK del 4 al 18 de marzo de 2018.

## Recepción y crítica
Rachel Cooke del diario británico The Guardian dijo que la obra «es muy conmovedora e inesperadamente fascinante». Charles Pulliam-Moore del sitio web Gizmodo definió la obra como «una forma en la que se ve realmente como se lidia con la homofobia en el Japón moderno». Una reseña del sitio Anime News Network definió al manga como una «forma honesta y emocional de mirar los prejuicios que dañan a las personas», además destacó la calidad artística del autor y los detalles del dibujo, sin embargo criticó «el largo tiempo en que Mike tarda en desarrollarse como personaje». La historietista estadounidense Alison Bechdel también le dio visto bueno al manga y la versión en francés fue reseñada de forma positiva por la revista Têtu, destacando el trabajo del autor respecto al tema de los derechos LGBT.
El manga fue condecorado con el Premio a la excelencia de la edición 19 del Festival de arte de Japón en 2015. En el año 2018 ganó el Premio a la excelencia de la edición 47 del Nihon Mangaka Kyōkai Shō y el primer volumen del manga de la edición en inglés ganó el Premio Eisner 2018 a la mejor edición internacional.